# Atlantis - L'impero perduto (videogioco)
Atlantis: L'impero perduto (Atlantis: The Lost Empire) è un videogioco a piattaforme basato sull'omonimo film Disney, prodotto dalla Eurocom e distribuito dalla Disney Interactive nel 2001.

## Trama
Il giovane studioso Milo, a Washington durante il primo Novecento, viene convocato nella sua villa dal professor Whitmore, esperto in archeologia e studio dei popoli antichi. Milo scopre di condividere assieme al professore la passione per il caso della scomparsa dell'antica città di Atlantide negli abissi marini, e gli mostra la reliquia del "diario del Vecchio Pastore". Whitmore allora ingaggia Milo nel suo equipaggio per la partenza a bordo del sommergibile Ulysses, alla ricerca della città perduta. Milo giunge in Atlantide attraverso percorsi sottomarini, e conosce l'indigena Kida, che porta un amuleto che contiene messaggi degli antichi spiriti di Atlantide, suoi antenati. Mentre Milo vive le sue avventure nella città, ancora fiorente, la spedizione di Whitmore intende rubare le ricchezze di Atlantide, in particolar modo il Capitano Rourke.

## Modalità di gioco
Il gioco è simile per certi versi a Tomb Raider: ognuno dei 13 livelli alterna infatti fasi esplorative a combattimenti contro diversi mostri. Occasionalmente sarà richiesto di risolvere alcuni enigmi per poter procedere nell'avventura, che nella maggior parte dei casi riguardano il recupero di oggetti particolari o l'utilizzo delle abilità dei vari componenti della squadra di Milo.